# Idaea macraria
Idaea macraria là một loài bướm đêm trong họ Geometridae.